# نجوا (فیلم)
نجوا فیلمی به کارگردانی و نویسندگی پرویز شهبازی محصول سال ۱۳۷۸ است.

## بازیگران
- علی سیف
- سمانه سیف
- فرزاد فراهانی
- امیر مصری
- معراج الدین باباجانی